# Chiesa di Santa Maria della Purificazione in Banchi

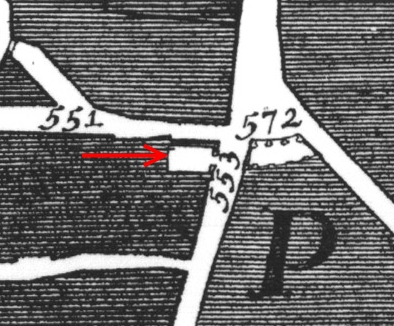
Pianta di Giovanni Battista Nolli (Nuova Topografia di Roma, 1748), con l'indicazione topografica della Chiesa di Santa Maria della Purificazione in Banchi (n. 553).

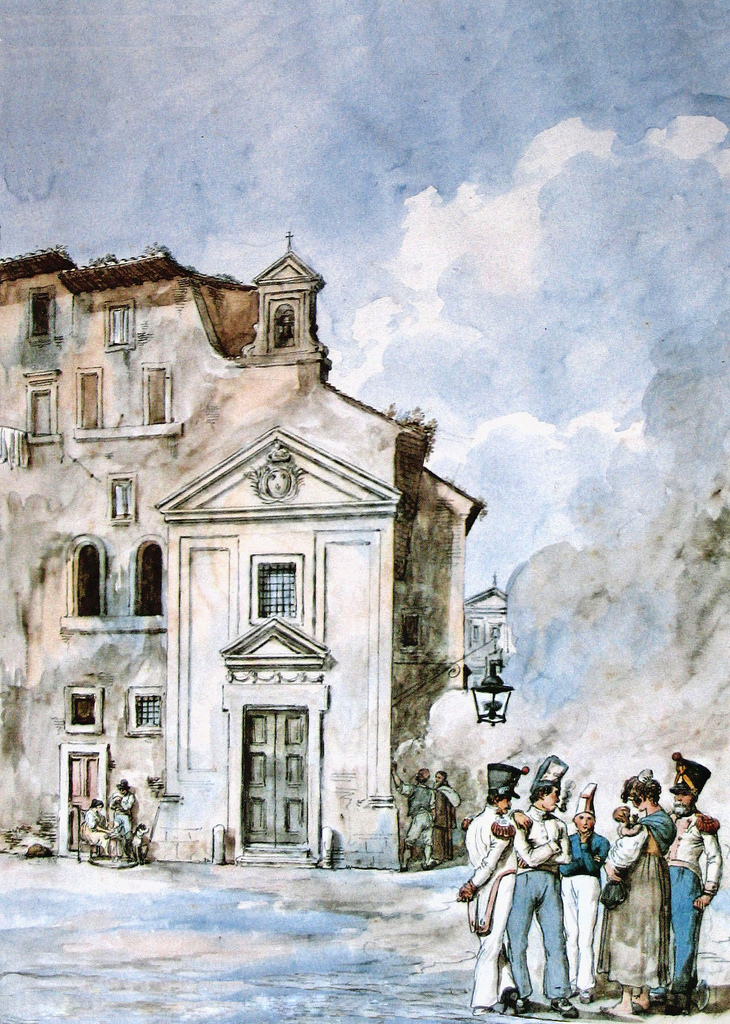
La chiesa in un acquarello di Achille Pinelli.

La chiesa di Santa Maria della Purificazione in Banchi è una chiesa scomparsa di Roma, nel rione Ponte. Si trovava all'incrocio tra via del Consolato e via dei Banchi Vecchi, dirimpetto al palazzo del Banco di Santo Spirito; oggi quest'incrocio non esiste più ed al suo posto si trova il nuovo largo Tassoni. Fu demolita nel 1888 per il prolungamento di corso Vittorio Emanuele.

## Storia e descrizione
La chiesa era di origini antiche, risalente almeno al XII secolo. Infatti è menzionata per la prima volta in una bolla di papa Urbano III del 1186 tra le chiese filiali di San Lorenzo in Damaso con il nome di Santo Stefano. Essa si trovava accanto alla chiesa parrocchiale di Sant'Orso de Ponte, in riferimento al vicino ponte Sant'Angelo.
Negli atti delle visite sotto papa Urbano VIII (1626) si legge:
(Hülsen, op. cit.)
Poiché la chiesa minacciava di rovinare, nel 1473 papa Sisto IV la concesse alla confraternita dei Transalpini, i cui membri appartenevano a diverse nazionalità d'Oltralpe, e precisamente, Francesi, Borgognoni, Lorenesi, Savoiardi, Tedeschi e Fiamminghi. La chiesa fu dedicata dalla confraternita a Santa Maria della Purificazione. Essa fu conosciuta in seguito come Santa Maria della Purificazione delle quattro Nazioni quando tedeschi e fiamminghi si ritirarono dalla confraternita; ed anche come Santa Maria della Candelora. Annessa alla chiesa v'era una casa ad uso della confraternita con l'alloggio del cappellano, il cui stipendio era garantito dalla confraternita stessa.
La chiesa fu nuovamente restaurata nel 1732 e nel 1795, come ricordavano due lapidi all'interno della stessa. Dopo la rivoluzione francese e scomparsa la confraternita dei Transalpini (1798), l'edificio rimase di proprietà della Francia. Al momento della demolizione, i marmi e le opere interne furono staccati e collocati altrove. Lo stemma della confraternita, visibile nella chiesa e nella casa annessa, era composto dalle quattro armi di Francia, Borgogna, Lorena e Savoia.
Nel soffitto della chiesa v'era un affresco rappresentante la Circoncisione di Gesù, opera di un discepolo della scuola di Giulio Romano. All'altare maggiore era collocata un'immagine della Madonna cara al popolo romano. Il portale, del XIII o XIV secolo, era affiancato da due leoni di marmo; è stato riutilizzato nel palazzo di San Luigi dei Francesi.